# هاري كوبفر
هاري كوبفر (بالألمانية: Harry Kupfer)‏ (و. 1935  م) هو مخرج، وكاتب، ومخرج مسرحي ألماني، ولد في برلين.

## جوائز
حصل على جوائز منها:
- نيشان الاستحقاق لبرلين
- نيشان صليب قائد فرسان من رتبة استحقاق جمهورية ألمانيا الاتحادية
- الجائزة الوطنية لجمهورية ألمانيا الديمقراطية

## روابط خارجية
- هاري كوبفر على موقع مونزينجر (الألمانية)
- هاري كوبفر على موقع ميوزك برينز (الإنجليزية)
- هاري كوبفر على موقع ديسكوغز (الإنجليزية)